# Cienfuegos (Fußballauswahl)
Die Fußballauswahl von Cienfuegos ist die Auswahlmannschaft der Provinz Cienfuegos mit Sitz in der gleichnamigen Provinzhauptstadt an der Südwestküste Kubas. Die den Beinamen Marineros (Seeleute) tragende Mannschaft spielt im landesweiten Wettbewerb Kubas, dem Campeonato Nacional de Fútbol, das sie seit 1985 bisher vier Mal gewann.
Zwischen 2002 und Juli 2009 spielte der damalige Torhüter der kubanischen Fußballnationalmannschaft Dany Luis Quintero für Cienfuegos, bis er sich aus einem Trainingslager in Deutschland absetzte. Ein anderer Spieler, der sich absetzte, war der gegenwärtig für den US-Club Charleston Battery spielende Yeniel Bermúdez der von 2006 bis 2008 für Cienfuegos aktiv war.

## Erfolge
- Kubanischer Meister: 1985, 1990, 2008, 2009, 2023